# Darren Shan
Ne doit pas être confondu avec le manga Darren Shan (manga)
Œuvres principales
- Série L'Assistant du vampire

Darren Shan, pseudonyme utilisé par Darren O’Shaughnessy pour la saga L’Assistant du vampire, né le 3 juillet 1972 à Londres, est un auteur irlandais de plusieurs séries fantastiques, connu surtout pour sa célèbre série L’Assistant du vampire (The Saga of Darren Shan, 2000-2006). Il a aussi publié la série The Demonata et écrit The City Trilogy. The Thin Executioner, un roman en un tome, sorti au Royaume-Uni en 2008.
Darren Shan a exprimé qu'une série de quatre tomes sur l'histoire passée de Mr. Crespley (l'un des personnages principaux de la saga L'Assistant du vampire) allait voir le jour.   
En 2012, Darren Shan signe avec la maison d'édition Simon & Schuster pour une nouvelle série jeunesse intitulée ZOM-B. Prévue pour compter douze tomes, la série remporte un franc succès en Angleterre. Elle est adaptée pour le marché américain, puis sort à Taïwan. En septembre 2014, la maison d'édition Panini Books, à travers son label Éclipse, sortira le premier tome en français.

## Œuvres

### SérieThe City
1. (en) Ayumarca: Procession of the Dead, 1999
2. (en) Hell's Horizon, 2000
3. (en) City of the Snakes, 2010

### SagaDarren Shan / L'Assistant du vampire
1. La Parade des monstres, Pocket Jeunesse, 2001 ((en) Cirque Du Freak, 2000)Réédité par Hachette Jeunesse en 2009 sous le titre La Morsure de l'araignée
2. L'Assistant du vampire, Pocket Jeunesse, 2001 ((en) The Vampire's Assistant, 2000)Réédité par Hachette Jeunesse en 2009 sous le titre Le Cauchemar continue
3. Les Égouts du diable, Pocket Jeunesse, 2002 ((en) Tunnels of Blood, 2000)Réédité par Hachette Jeunesse en 2010 sous le titre Jeux de Sang
4. La Montagne des vampires, Pocket Jeunesse, 2002 ((en) Vampire Mountain, 2001)Réédité par Hachette Jeunesse en 2010
5. (en) Trials of Death, 2001
6. (en) The Vampire Prince, 2002
7. (en) Hunters of the Dusk, 2002
8. (en) Allies of the Night, 2002
9. (en) Killers of the Dawn, 2003
10. (en) The Lake of Souls, 2003
11. (en) Lord of the Shadows, 2004
12. (en) Sons of Destiny, 2004

### SagaDemonata
1. (en) Lord Loss, 2005
2. (en) Demon Thief, 2005
3. (en) Slawter, 2006
4. (en) Bec, 2006
5. (en) Blood Beast, 2007
6. (en) Demon Apocalypse, 2007
7. (en) Death's Shadow, 2008
8. (en) Wolf Island, 2008
9. (en) Dark Calling, 2009
10. (en) Hell's Heroes, 2009

### SagaSaga of Larten Crepsley
1. (en) Birth of a Killer, 2010
2. (en) Ocean of Blood, 2011
3. (en) Palace of the Damned, 2011
4. (en) Brothers to the Death, 2012

### SagaZom-B
1. Zom-B, Panini, coll. Éclipse, 2014 ((en) Zom-B, 2012)
2. Zom-B Underground, Panini, coll. Éclipse, 2015 ((en) Zom-B Underground, 2013)
3. Zom-B City, Panini, coll. Éclipse, 2015 ((en) Zom-B City, 2013)
4. (en) Zom-B Angels, 2013
5. (en) Zom-B Baby, 2013
6. (en) Zom-B Gladiator, 2014
7. (en) Zom-B Mission, 2014
8. (en) Zom-B Clans, 2014
9. (en) Zom-B Family, 2014
10. (en) Zom-B Bride, 2015
11. (en) Zom-B Fugitive, 2015

## Adaptations

### Manga
L'Assistant du vampire a été adapté sous forme de manga sous le nom de Darren Shan par Takahiro Arai pour Weekly Shōnen Sunday (2006-2009). Chaque tome du roman a le droit à son équivalent en manga.
1. Le Cirque de l'étrange
2. L'Assistant du vampire
3. Galeries sanglantes
4. La Montagne des vampires
5. Les Épreuves de la mort
6. Le Prince des vampires
7. Les Chasseurs du crépuscule
8. Les Alliés de la nuit
9. Les Tueurs de l'aube
10. Le Lac des âmes
11. Le Seigneur des ombres
12. Fils du Destin

### Film
Le premier tome de la saga a été adapté au cinéma par le réalisateur américain Paul Weitz sous le titre L’Assistant du vampire (ou Le Cirque de l’étrange) (titre original : Cirque du Freak: The Vampire's Assistant). Le film est sorti le 2 décembre 2009 dans nos salles obscures. La distribution des rôles est la suivante : Chris Massoglia joue le rôle de Darren, Josh Hutcherson joue le rôle de Steve et John C. Reilly joue le rôle de Larten Crepsley.